# Баррик (единица измерения)
Барри́к (от старофр. barrique — бочка; также Французский баррель) — старинная французская мера объема вина.
Наиболее распространен 225 литровый стандарт корабельной бочки из региона Бордо.
Объемы от региона к региону разнятся — например, бургундская бочка равняется 228 литрам, нантский баррик — 231 л., а баррик Байонны 246,72 л. В некоторых других винодельческих регионах объем бочки может доходить до 700 литров.